# Batignolles-Châtillon 25T
Pour les articles homonymes, voir Batignolles et Châtillon.
Le char Batignolles-Châtillon 25T, ou encore projet Super AMX-13, est un prototype char léger français développé par Batignolles-Châtillon dans les années 1950. 

## Historique
Alors que l'AMX-13 commence à être produit en grande série, la France cherche à s'équiper d'un char plus puissant.
La société Batignolles demande à sa filiale de Nantes : Châtillon de concevoir un blindé plus lourd que l'AMX-13 tout en conservant le concept de tourelle oscillante, cette dernière sera réalisée par les Ateliers et Chantiers de la Loire (ACL).
Deux prototypes seront construits entre 1954 et 1955. Le programme sera alors arrêté, la tourelle oscillante ne pouvant pas être rendue étanche, caractéristique essentielle dans un environnement NBC propre à la guerre nucléaire.

## Caractéristiques techniques

### Armement
Le char de 25 tonnes est armé d'un canon CN-90 de 90 mm utilisant les mêmes munitions de 90×615mm R tirées par le canon T119 armant les M47 Patton alors en service dans l'Armée de Terre française. 

### Mobilité
Le premier prototype sort d'usine en septembre 1954 sous la forme d'un banc d'essai roulant ou mulet dépourvu de tourelle. En raison de problèmes de mise au point, son moteur est remplacé par un Maybach HL230 allemand de 700 ch qui, en raison de son encombrement, voit ses radiateurs montés à l'extérieur, directement sur la superstructure de la caisse. 
Le second prototype est finalisé en décembre 1955, il est équipé de la tourelle oscillante T.O.90/930 d'ACL et reçoit le moteur deux temps 3M.27.101 de 500 ch issu de la société Le Moteur Moderne (initialement prévu pour le premier prototype).
Il est ensuite prévu de monter le moteur Boxer de nouvelle génération 12 GS de 750 ch conçu par la Société de Fabrication Mécanique (SOFAM), ce dernier est testé de manière dynamique sur un M4 Sherman.